# メイショウトウコン
メイショウトウコン（欧字名:Meisho Tokon、2002年4月7日 - ）は、日本の競走馬。主な勝ち鞍に2007年の平安ステークス、東海ステークス、エルムステークス、2008年の名古屋大賞典、ブリーダーズゴールドカップ。
馬名の意味は、冠名＋「闘魂」。

## 戦績

### 2歳（2004年）
2004年12月12日、デビュー戦となった中京競馬場での2歳新馬戦は安田伊佐夫厩舎所属の安田康彦騎手が騎乗し、12番人気ながら3着という結果だった。 しかし、その後12連敗することになる。

### 3歳（2005年）
2005年10月2日、デビューから13戦目となった札幌競馬場での3歳未勝利で1番人気に応えようやく初勝利を挙げた。しかし、500万下クラスのレースを5連敗することになる。その間に主戦だった安田康彦は引退してしまった（ちなみに本馬の未勝利戦勝利が彼の現役最後の勝利となった）。

### 4歳（2006年）
2006年8月12日、札幌競馬場での3歳上500万下のレースでは初のダートで4番人気だったが見事勝利した。この時は2度目の騎乗となる武幸四郎騎手が騎乗しており、以降主戦騎手となり、ダートを中心に出走するようになる。
その後、1000万下クラスの大雪ハンデで2着になり、次のアカシヤ特別で勝利し連敗することなく1600万下クラスに昇級し、花園ステークスでは昇級緒戦ながら勝利しオープン馬となり2006年を終えた。

### 5歳（2007年）
2007年、初の重賞挑戦となった第14回平安ステークスでは騎乗停止中の武幸四郎から石橋守に乗り替わり9番人気という評価だったが、サンライズバッカスにアタマ差で先着し重賞初挑戦で初制覇となった。初のGI挑戦となった第24回フェブラリーステークスでは再び武幸四郎が騎乗し4番人気という評価だったが11着と敗れてしまった。第12回アンタレスステークスでは1番人気に支持されるも3着となり、第24回東海ステークスでは2番人気で勝利し重賞2勝目を挙げた。
その後、ホッカイドウ競馬のダートグレード競走・ブリーダーズゴールドカップに出走予定であったが、馬インフルエンザの問題で、同馬を含む中央馬全馬が競走除外になった。その後は9月17日に札幌競馬場で行われたエルムステークスに出走。武幸四郎が怪我のため池添謙一に乗り替わるものの、直線では相手を寄せ付けず完勝、重賞3勝目を挙げ、10月3日に発表された重賞・オープン特別競走レーティングでは、110ポンドの評価を得た。続く第8回ジャパンカップダートは4番人気で、後方から鋭く追い込むものの、届かず4着だった。続く東京大賞典では3番人気で3着となった。

### 6歳（2008年）
2008年、連覇を狙う第15回平安ステークスに出走。直線では後方から鋭く追い上げたが届かず2着に敗れた。続く第25回フェブラリーステークスでは8着だった。その後の名古屋大賞典では、最後方からのロングスパートで昨年の同レース覇者アルドラゴンを交わし勝利した。続く第13回アンタレスステークスでは3番人気に推されたが、14着に敗れた。その後、連覇を狙って第25回東海ステークスに出走したが、10着と敗れたが、前年、馬インフルエンザの問題で競走除外となったブリーダーズゴールドカップでサカラートとの競り合いをハナ差で制した。その後、連覇を目指しエルムステークスに出走、1番人気に支持されたが4着だった。続くJBCクラシックは3着だった。続くジャパンカップダートでは1番人気のヴァーミリアンを見る格好で後方からレースを進め、4コーナーでまくりかけ、直線でヴァーミリアンを交わし、出走馬中最速の上がりを見せたが、先に抜け出したカネヒキリをアタマ差捉えられず、2着に終わった。その後、名古屋グランプリに出走、1番人気に支持されたが、ワンダースピードの2着に敗れた。

### 7歳（2009年）
2009年は3月20日に安田伊佐夫厩舎が逝去、解散したため武田博厩舎に転厩となり、転厩初戦となった3月25日の名古屋大賞典から始動したが、スマートファルコンの3着に敗れた。続くアンタレスステークスではスタートで出遅れ、後方からレースを進めるも見せ場なく8着に敗れた。続く東海ステークスでも8着だった。その後、7月20日のマーキュリーカップに出走。中団からレースを進めるも、直線で伸びあぐねて8着に敗れた。休養を挟んで11月3日のJBCクラシックではヴァーミリアンの4着に終わった。続く12月6日のジャパンカップダートでは後方から追い上げるも7着だった。続く12月23日の名古屋グランプリでは4着に敗れた。その後は一度もレースに出走することなく2011年9月28日付で競走馬登録を抹消され、北海道浦河町の村下牧場で種牡馬となると報じられたが、実際に種牡馬になることはかなわず、2015年からにいかっぷホロシリ乗馬クラブに移り乗馬として過ごした（2025年現在退厩済み）。

## 競走成績
| 年月日 | 年月日 | 年月日 | 競馬場 | 競走名           | 格       | 頭 数 | 枠 番 | 馬 番 | オッズ （人気） | オッズ （人気） | 着順 | 騎手       | 斤量 [kg] | 距離（馬場）  | タイム （上り3F） | タイム 差 | 勝ち馬/（2着馬）       |
| 2004   | 12.    | 12     | 中京   | 2歳新馬          |          | 16    | 8     | 16    | 56.3            | （12人）        | 3着  | 安田康彦   | 55        | 芝1800m（良） | 1:51.1 (36.5)     | 1.2       | トウカイブラボー       |
|        | 12.    | 26     | 中京   | 2歳未勝利        |          | 16    | 2     | 4     | 18.2            | （7人）         | 12着 | 安田康彦   | 55        | 芝1200m（良） | 1:10.9 (34.7)     | 1.0       | マンテンハット         |
| 2005   | 1.     | 29     | 小倉   | 3歳未勝利        |          | 13    | 3     | 3     | 12.2            | （4人）         | 3着  | 安田康彦   | 56        | 芝1800m（良） | 1:49.7 (35.2)     | 0.7       | スイートアリッサム     |
|        | 2.     | 20     | 京都   | 3歳未勝利        |          | 16    | 6     | 11    | 16.6            | （8人）         | 2着  | 安田康彦   | 56        | 芝2000m（重） | 2:05.4 (37.5)     | 0.8       | エキサイトラン         |
|        | 3.     | 6      | 中京   | 3歳未勝利        |          | 16    | 2     | 4     | 6.8             | （3人）         | 7着  | 安田康彦   | 56        | 芝1800m（良） | 1:50.8 (37.1)     | 1.0       | ウインストライダー     |
|        | 4.     | 10     | 阪神   | 3歳未勝利        |          | 17    | 2     | 4     | 29.5            | （7人）         | 2着  | 安田康彦   | 56        | 芝2200m（良） | 2:15.6 (34.8)     | 0.1       | テイエムライナー       |
|        | 5.     | 21     | 中京   | 3歳未勝利        |          | 17    | 7     | 13    | 5.7             | （3人）         | 4着  | 安田康彦   | 56        | 芝2000m（良） | 2:02.5 (34.4)     | 0.0       | カネトシスマイル       |
|        | 6.     | 18     | 阪神   | 3歳未勝利        |          | 13    | 7     | 10    | 8.7             | （4人）         | 8着  | 安田康彦   | 56        | 芝2200m（良） | 2:15.8 (37.3)     | 0.8       | トウカイワイルド       |
|        | 7.     | 9      | 阪神   | 3歳未勝利        |          | 16    | 2     | 3     | 15.7            | （7人）         | 4着  | 安田康彦   | 56        | 芝2200m（良） | 2:16.2 (36.0)     | 0.5       | マルイチハミング       |
|        | 7.     | 31     | 小倉   | 3歳未勝利        |          | 16    | 2     | 4     | 4.2             | （2人）         | 3着  | 安田康彦   | 56        | 芝1800m（重） | 1:50.3 (34.9)     | 0.4       | ホッコーパドゥシャ     |
|        | 9.     | 4      | 札幌   | 3歳未勝利        |          | 16    | 4     | 8     | 6.1             | （3人）         | 2着  | 安田康彦   | 56        | 芝2000m（良） | 2:04.1 (36.3)     | 0.0       | ヤマニンメルベイユ     |
|        | 9.     | 19     | 札幌   | 3歳未勝利        |          | 14    | 5     | 7     | 2.5             | （1人）         | 4着  | 安田康彦   | 56        | 芝1800m（良） | 1:51.8 (35.8)     | 0.3       | シュフルール           |
|        | 10.    | 2      | 札幌   | 3歳未勝利        |          | 14    | 5     | 8     | 2.7             | （1人）         | 1着  | 安田康彦   | 57        | 芝2000m（良） | 2:06.9 (35.3)     | -0.1      | （ロッキーアイザック） |
|        | 12.    | 3      | 中京   | 揖斐川特別       | 500万下  | 16    | 8     | 15    | 26.4            | （7人）         | 8着  | 安田康彦   | 55        | 芝2500m（良） | 2:38.4 (34.3)     | 0.9       | グレートボヤージュ     |
| 2006   | 3.     | 11     | 中京   | 美濃特別         | 500万下  | 16    | 3     | 5     | 33.6            | （8人）         | 5着  | 川田将雅   | 57        | 芝1800m（良） | 1:49.9 (35.2)     | 1.0       | フルヴィクトリー       |
|        | 4.     | 16     | 福島   | 米沢特別         | 500万下  | 16    | 1     | 1     | 19.2            | （8人）         | 5着  | 松田大作   | 57        | 芝1800m（重） | 1:51.5 (36.3)     | 0.3       | ショートローブス       |
|        | 4.     | 29     | 京都   | 4歳上500万下     |          | 16    | 2     | 3     | 10.8            | （4人）         | 3着  | 武幸四郎   | 57        | 芝1800m（良） | 1:47.9 (33.8)     | 0.1       | アドマイサンサン       |
|        | 5.     | 21     | 中京   | 4歳上500万下     |          | 17    | 7     | 14    | 4.0             | （2人）         | 8着  | 秋山真一郎 | 57        | 芝2000m（良） | 2:01.4 (35.6)     | 0.8       | グランロワイヤル       |
|        | 8.     | 12     | 札幌   | 3歳上500万下     |          | 11    | 7     | 8     | 7.8             | （4人）         | 1着  | 武幸四郎   | 57        | ダ1700m（良） | 1:46.1 (36.8)     | -1.0      | （セイウンタイヨウ）   |
|        | 8.     | 26     | 札幌   | 大雪H            | 1000万下 | 13    | 2     | 2     | 3.3             | （2人）         | 2着  | 武幸四郎   | 55        | ダ1700m（良） | 1:45.5 (36.3)     | 0.1       | マンオブパーサー       |
|        | 9.     | 16     | 札幌   | アカシヤ特別     | 1000万下 | 13    | 8     | 13    | 2.3             | （1人）         | 1着  | 武幸四郎   | 57        | ダ1700m（良） | 1:44.6 (36.5)     | -0.4      | （セルフリスペクト）   |
|        | 11.    | 11     | 京都   | 花園S            | 1000万下 | 16    | 3     | 5     | 5.9             | （3人）         | 1着  | 武幸四郎   | 55        | ダ1800m（重） | 1:49.2 (35.8)     | -0.2      | （メイショウシャフト） |
| 2007   | 1.     | 21     | 京都   | 平安S            | GIII     | 16    | 1     | 2     | 18.7            | （9人）         | 1着  | 石橋守     | 56        | ダ1800m（良） | 1:51.0 (35.1)     | 0.0       | （サンライズバッカス） |
|        | 2.     | 18     | 東京   | フェブラリーS    | GI       | 16    | 3     | 6     | 8.0             | （4人）         | 11着 | 武幸四郎   | 57        | ダ1600m（不） | 1:36.0 (35.8)     | 1.2       | サンライズバッカス     |
|        | 4.     | 22     | 京都   | アンタレスS      | GIII     | 16    | 5     | 10    | 4.0             | （1人）         | 3着  | 武幸四郎   | 57        | ダ1800m（良） | 1:50.8 (36.1)     | 0.9       | ワイルドワンダー       |
|        | 5.     | 20     | 中京   | 東海S            | GII      | 16    | 1     | 2     | 5.6             | （2人）         | 1着  | 武幸四郎   | 57        | ダ2300m（良） | 2:26.8 (36.5)     | -0.1      | （ワンダースピード）   |
|        | 9.     | 17     | 札幌   | エルムS          | JpnIII   | 12    | 6     | 8     | 3.7             | （2人）         | 1着  | 池添謙一   | 58        | ダ1700m（稍） | 1:43.3 (34.5)     | -0.6      | （マコトスパルビエロ） |
|        | 11.    | 24     | 東京   | ジャパンCダート  | GI       | 16    | 4     | 8     | 9.5             | （4人）         | 4着  | 武幸四郎   | 57        | ダ2100m（良） | 2:07.7 (36.8)     | 1.0       | ヴァーミリアン         |
|        | 12.    | 29     | 大井   | 東京大賞典       | JpnI     | 15    | 2     | 3     | 9.5             | （4人）         | 3着  | 武幸四郎   | 57        | ダ2000m（不） | 2:04.9 (37.8)     | 1.7       | ヴァーミリアン         |
| 2008   | 1.     | 27     | 京都   | 平安S            | GIII     | 16    | 5     | 9     | 3.5             | （1人）         | 2着  | 武幸四郎   | 58        | ダ1800m（稍） | 1:51.0 (36.3)     | 0.0       | クワイエットデイ       |
|        | 2.     | 24     | 東京   | フェブラリーS    | GI       | 16    | 5     | 9     | 14.2            | （5人）         | 8着  | 武幸四郎   | 57        | ダ1600m（良） | 1:37.0 (37.0)     | 1.7       | ヴァーミリアン         |
|        | 3.     | 20     | 名古屋 | 名古屋大賞典     | JpnIII   | 12    | 2     | 2     | 1.6             | （1人）         | 1着  | 武幸四郎   | 58        | ダ1900m（不） | 2:00.6 (36.5)     | -0.1      | （アルドラゴン）       |
|        | 4.     | 27     | 京都   | アンタレスS      | GIII     | 16    | 1     | 2     | 5.5             | （3人）         | 14着 | 武幸四郎   | 58        | ダ1800m（良） | 1:52.5 (37.2)     | 2.0       | ワンダースピード       |
|        | 5.     | 25     | 中京   | 東海S            | GII      | 16    | 1     | 2     | 7.0             | （4人）         | 10着 | 藤田伸二   | 58        | ダ2300m（重） | 2:24.5 (36.2)     | 0.5       | ヤマトマリオン         |
|        | 8.     | 14     | 旭川   | ブリーダーズGC   | JpnII    | 13    | 1     | 1     | 2.3             | （1人）         | 1着  | 藤田伸二   | 57        | ダ2300m（良） | 2:31.3 (37.5)     | 0.0       | （サカラート）         |
|        | 9.     | 13     | 札幌   | エルムS          | JpnIII   | 12    | 1     | 1     | 2.7             | （1人）         | 4着  | 藤田伸二   | 58        | ダ1700m（良） | 1:43.4 (37.5)     | 0.5       | フェラーリピサ         |
|        | 11.    | 3      | 園田   | JBCクラシック    | JpnI     | 12    | 6     | 8     | 27.2            | （6人）         | 3着  | 藤田伸二   | 57        | ダ1870m（良） | 1:56.9 (36.5)     | 0.2       | ヴァーミリアン         |
|        | 12.    | 7      | 阪神   | ジャパンCダート  | GI       | 15    | 3     | 5     | 25.7            | （7人）         | 2着  | 藤田伸二   | 57        | ダ1800m（良） | 1:49.2 (35.9)     | 0.0       | カネヒキリ             |
|        | 12.    | 23     | 名古屋 | 名古屋グランプリ | JpnII    | 11    | 7     | 9     | 1.2             | （1人）         | 2着  | 藤田伸二   | 57        | ダ2500m（良） | 2:46.3 (37.0)     | 0.5       | ワンダースピード       |
| 2009   | 3.     | 25     | 名古屋 | 名古屋大賞典     | JpnIII   | 11    | 1     | 1     | 5.5             | （3人）         | 3着  | 藤田伸二   | 58        | ダ1900m（良） | 2:03.0 (38.7)     | 1.2       | スマートファルコン     |
|        | 4.     | 26     | 京都   | アンタレスS      | GIII     | 16    | 8     | 16    | 7.1             | （4人）         | 8着  | 藤田伸二   | 58        | ダ1800m（重） | 1:48.8 (35.9)     | 1.0       | ウォータクティクス     |
|        | 5.     | 24     | 中京   | 東海S            | GII      | 16    | 6     | 11    | 14.6            | （6人）         | 8着  | 石橋守     | 58        | ダ2300m（良） | 2:25.1 (37.7)     | 1.4       | ワンダースピード       |
|        | 7.     | 20     | 盛岡   | マーキュリーC    | JpnIII   | 13    | 6     | 9     | 14.8            | （4人）         | 8着  | 藤田伸二   | 58        | ダ2000m（良） | 2:07.5（-）       | 3.5       | マコトスパルビエロ     |
|        | 11.    | 3      | 名古屋 | JBCクラシック    | JpnI     | 12    | 3     | 3     | 22.6            | （4人）         | 4着  | 藤田伸二   | 57        | ダ1900m（良） | 2:02.0 (38.3)     | 1.8       | ヴァーミリアン         |
|        | 12.    | 6      | 阪神   | ジャパンCダート  | GI       | 16    | 3     | 6     | 32.2            | （10人）        | 7着  | 藤田伸二   | 57        | ダ1800m（良） | 1:51.1 (37.2)     | 1.2       | エスポワールシチー     |
|        | 12.    | 23     | 名古屋 | 名古屋グランプリ | JpnII    | 12    | 5     | 5     | 7.0             | （4人）         | 4着  | 藤田伸二   | 57        | ダ2500m（良） | 2:44.8 (36.8)     | 0.6       | マコトスパルビエロ     |

## エピソード
平安ステークスに勝利後の表彰式では、当時騎乗停止中だった主戦の武幸四郎もスーツ姿で参列し、関係者らとともに記念撮影をしていた。

## 血統表
| メイショウトウコンの血統ロベルト系 / Roberto3×4=18.75%・Northern Dancer5×5=6.25%・Nashua5×5=6.25% | メイショウトウコンの血統ロベルト系 / Roberto3×4=18.75%・Northern Dancer5×5=6.25%・Nashua5×5=6.25% | メイショウトウコンの血統ロベルト系 / Roberto3×4=18.75%・Northern Dancer5×5=6.25%・Nashua5×5=6.25% | （血統表の出典）         | （血統表の出典）  |
| 父 マヤノトップガン 1992 栗毛                                                                     | 父の父*ブライアンズタイム Brian's Time 1985 黒鹿毛                                                | Roberto                                                                                           | Hail to Reason           | Hail to Reason    |
| 父 マヤノトップガン 1992 栗毛                                                                     | 父の父*ブライアンズタイム Brian's Time 1985 黒鹿毛                                                | Roberto                                                                                           | Bramalea                 |                   |
| 父 マヤノトップガン 1992 栗毛                                                                     | 父の父*ブライアンズタイム Brian's Time 1985 黒鹿毛                                                | Kelley's Day                                                                                      | Graustark                | Graustark         |
| 父 マヤノトップガン 1992 栗毛                                                                     | 父の父*ブライアンズタイム Brian's Time 1985 黒鹿毛                                                | Kelley's Day                                                                                      | Golden Trail             |                   |
| 父 マヤノトップガン 1992 栗毛                                                                     | 父の母*アルプミープリーズ Alp Me Please 1981 栗毛                                                 | Blushing Groom                                                                                    | Red God                  | Red God           |
| 父 マヤノトップガン 1992 栗毛                                                                     | 父の母*アルプミープリーズ Alp Me Please 1981 栗毛                                                 | Blushing Groom                                                                                    | Runaway Bride            |                   |
| 父 マヤノトップガン 1992 栗毛                                                                     | 父の母*アルプミープリーズ Alp Me Please 1981 栗毛                                                 | Swiss                                                                                             | Vaguely Noble            | Vaguely Noble     |
| 父 マヤノトップガン 1992 栗毛                                                                     | 父の母*アルプミープリーズ Alp Me Please 1981 栗毛                                                 | Swiss                                                                                             | Gala Host                |                   |
| 母 ルナースフィア 1996 青鹿毛                                                                     | 母の父*ジェイドロバリー Jade Robbery 1987 黒鹿毛                                                  | Mr. Prospector                                                                                    | Raise a Native           | Raise a Native    |
| 母 ルナースフィア 1996 青鹿毛                                                                     | 母の父*ジェイドロバリー Jade Robbery 1987 黒鹿毛                                                  | Mr. Prospector                                                                                    | Gold Digger              |                   |
| 母 ルナースフィア 1996 青鹿毛                                                                     | 母の父*ジェイドロバリー Jade Robbery 1987 黒鹿毛                                                  | Number                                                                                            | Nijinsky II              | Nijinsky II       |
| 母 ルナースフィア 1996 青鹿毛                                                                     | 母の父*ジェイドロバリー Jade Robbery 1987 黒鹿毛                                                  | Number                                                                                            | Special                  |                   |
| 母 ルナースフィア 1996 青鹿毛                                                                     | 母の母ルナオーキッド 1987 鹿毛                                                                    | *リアルシャダイ Real Shadai                                                                       | Roberto                  | Roberto           |
| 母 ルナースフィア 1996 青鹿毛                                                                     | 母の母ルナオーキッド 1987 鹿毛                                                                    | *リアルシャダイ Real Shadai                                                                       | Desert Vixen             |                   |
| 母 ルナースフィア 1996 青鹿毛                                                                     | 母の母ルナオーキッド 1987 鹿毛                                                                    | シャダイワーデン                                                                                  | *ノーザンテースト        | *ノーザンテースト |
| 母 ルナースフィア 1996 青鹿毛                                                                     | 母の母ルナオーキッド 1987 鹿毛                                                                    | シャダイワーデン                                                                                  | シヤダイプリマ F-No.22-d |                   |

- 祖母の半兄に1986年皐月賞勝ち馬のダイナコスモスがいる。
- 母の従兄弟に、共に函館記念を勝ったクラフトマンシップ・クラフトワーク兄弟がいる。
- そのほかの近親はナイトライト#主要なファミリーラインを参照。